# راشد الدين سنان
رَّاشِدُ اَلدِّينِ أَبُو اَلْحَسَنْ سِنَانُ بْنُ سَلْمَانِ بْنِ مُحَمَّدِ البَصِرِي المعروف بِشَيخِ الجَبَلْ. أعظَم رؤَسَاءِ الحَشَّاشِين في سُورِيا. وصَلَ إلى زَعَامَة الحَشَّاشِين سنة 1162م وأعَادَ تَحصين قَلعَتي الرِصافة والخوابي واستَولى على قَلعة العليقة وبذَلِك زادَت القُوة الإِسماعِيلية النِزارِية في المِنطَقة.

## النشأة
ولِد سِنان في قَريَة «عقر السودان» بالقُرب مِن مَدينة البَصِرة على الطَريق إلى واسِط وكَانَ والِدُه أحَد نُبَلاء البَصِرة. وجَدت الدَعوة الإِسماعِيلية طَرِيقًا إلى قَلبِه مُنذ طُفولتِه فتَرك مَدِينته -بِسَبب خِلاف عَائلي على الأرجح- وخَرَج هَائِمًا على وَجهِه دُون ذَخيرة أو وَسيلةِ رُكوب حتى وصَل إلى قلعة ألموت -معقل الإِسماعيليين النِزاريين- وكَان حاكِمُها في ذلك الوَقت كِيا مُحمد. نال هنالك الرِعاية والتَعليم الكافيين لينتَقل فيما بعد إلى سُوريا.

## زعامة الحشاشين
استطاع سنان من خلال ذكائه وتفانيه الوصول لزعامة الفرقة في عام 1162م. وكانت فتره حكمه تمثل عصرًا ذهبيًا للفرقة في بلاد الشام. حيث فرض الاسماعيلييون نفسهم كقوة مستقلة وسط النزاع بين الدولة الزنكية والايوبية والصليبية.

### العداء مع صلاح الدين الايوبي
وقعت أول محاولة للحشاشين في عهد سنان لاغتيال صلاح الدين في ديسمبر 1174م بينما كان يحاصر حلب. حيث تمكن بعض الحشاشين من التسلل إلى معسكر صلاح الدين وقتل الأمير أبو قبيس وتلا ذاك عراك قتل فيه عدد كبير من الناس ولكن صلاح الدين نفسه لم يصب باذى.
وحدثت المحاولة الأخرى في 22 مايو 1176م عندما كان صلاح الدين يحاصر حصن أعزاز حيث تمكن بعض الحشاشين المتنكرين بزي جنود جيش صلاح الدين من التسلل لمعسكره ومهاجمته. ووتمكنوا من قتل العديد من الأمراء ولكن صلاح الدين نفسه لم يصب سوى بجروح بسيطة بفضل الدروع التي كان يرتيدها. وقد اتخذ صلاح الدين بعد هذه الأحداث احتياطات واسعة للحفاظ على حياته، فكان ينام في برج خشبي أقيم خصيصا له ولم يكن يسمح لاحد لايعرفه شخصيا بالاقتراب منه.
يرجع بعض المؤرخين اسباب هذا العداء إلى تحريض قمشطجين حاكم مدينة حلب. كما ان هناك قصة يرويها بعض المؤرخين. وطبقا لهذه القصة فقد قام عشرة الاف فارس من «النبوية» -وهي طائفة دينية معادية للشيعة في العراق- بالإغارة في عام 1174-1175 على مراكز الإسماعيلية في «الباب» و«البوزعة» حيث ذبحوا 13 الف إسماعيلي، وانتهز صلاح الدين فرصة ارتباك الإسماعيليين وارسل جيشه عليهم يغزو سرمين ومعرة مصرين وقتل معظم سكانهما. وقد يكون قد قام بذلك اثناء مسيره شمالا باتجاه حلب.
وفي أغسطس 1176م تقدم صلاح الدين في اراضي الحشاشين تحدوه الرغبة في الانتقام وضرب حصار حول مصيف -كبرى قلاع الحشاشين- ولكنه لم يلبث ان فك الحصار وانصرف.
ويعزي مؤرخ صلاح الدين عماد الدين سبب الانسحاب إلى وساطة أمير حماة خال صلاح الدين الذي ناشده جيرانه الحشاشون التدخل لصالحهم. بينما يقدم مؤرخ اخر سببا أكثر اقناعا وهو هجوم الفرنجة على وادي البقاع وماترتب على ذلك من حاجة ملحة لحضور صلاح الدين هناك. اما كمال الدين بن عديم فيذكر في تاريخه عن حلب. ان صلاح الدين هو الذي طلب وساطة أمير حماه وذلك لهلع اصابه من اساليب الحشاشين وخشية على حياته من الاغتيال.
ويقال ان صلاح الدين قد بعث ذات مرة برسالة تهديد إلى سنان فكان رد سنان كالتالي:
وهناك قصة مثيرة يرويها المؤرخ كمال الدين نقلا عن أخيه فيقول ان سنان أرسل مبعوثا إلى صلاح الدين وأمره ان يسلم رسالته اليه دون حضور أحد فأمر صلاح الدين بتفتيشه وعندما لم يجدوا معه شيئا خطيرا أمر صلاح الدين بالمجلس فانفض ولم يعد ثمة سوى عدد قليل من الناس، وأمر المبعوث ان ياتي برسالته، ولكن المبعوث قال: «امرني سيدي الا أقدم الرسالة الا في عدم حضور أحد» فامر صلاح الدين باخلاء القاعة تماما الا من اثنين من المماليك يقفان عند رأسه وقال: «ائت برسالتك»، ولكن المبعوث اجاب: «لقد أمرت بالا أقدم الرسالة في حضور أحد على الإطلاق» فقال صلاح الدين:«هذان المملوكان لايفترقان عني، فاذا أردت فقدم رسالتك والا فارحل» فقال المبعوث:«لماذا لاتصرف هذين الاثنين كما صرفت الاخرين؟» فأجاب صلاح الدين:«انني اعتبرهما في منزلة أبنائي وهم وأنا واحد» عندئذ التفت المبعوث إلى المملوكين وسألهما:«إذا امرتكما باسم سيدي ان تقتلا هذا السلطان فهل تفعلان؟» فردا قائلين 'نعم' ، وجردا سيفهما وقالا:«امرنا بما شئت» فدهش السلطان صلاح الدين وغادر المبعوث المكان وأخذ معه المملوكين، ومنذ ذلك الحين مال صلاح الدين إلى مسالمة سنان والدخول معه في علاقات ودية.

### اغتيالات
وأغتيل في عهده شهاب الدين ابن العجمي وزير الملك الصالح الزنكي في حلب سنة 1177م كما اغتال الحششاشون ملك بيت القدس سنة 1192م بضربة موجعة للحكم الصليبي في المنطقة انذاك.

## وفاته
توفي عام 1192م-1193م ليخلفه فارسي يدعى نصير.

## في الثقافة الشعبية
تظهر نسخة خيالية من راشد الدين سنان يشار إليها باسم "المعلم" أي باعتبارها الخصم الرئيسي في لعبة الفيديو التاريخية ليوبي سوفت أساسنز كريد. باعتباره المرشد (الزعيم) للحشاشين في أواخر القرن الثاني عشر، يعتبر شخصية بارزة في الحملة الصليبية الثالثة ويرغب في هزيمة أعداء الحشاشين القدامى، فرسان الهيكل، الذين يستغلون الحملة الصليبية لتحقيق أهدافهم الخاصة. بعد فشل أحد الحشاشين المدعو الطائر بن لا أحد في استعادة قطعة أثرية، تفاحة عدن، من فرسان الهيكل بسبب إصابته بالعمى بسبب غطرسته، جرده المعلم من رتبته وأمره باغتيال تسعة من فرسان الهيكل البارزين عبر الأراضي المقدسة لاستعادة رتبته وتخليص نفسه. ومع ذلك، فإن رغبة المعلم في الحصول على التفاحة تقوده إلى خيانة القتلة سرًا والتحالف مع فرسان الهيكل، الذين يخونهم أيضًا في النهاية. بعد أن اكتشف الطائر حقيقة خيانة المعلم وتحالفه مع فرسان الهيكل من هدفه الأخير، قام بمواجهة معلمه وقتله لمنعه من استخدام التفاحة (التي هي في الواقع قطعة من التكنولوجيا المتقدمة التي سبقت البشرية) لاستعباد البشرية، الأمر الذي يعتقد المعلم أنه سينهي كل الصراعات إلى الأبد. في اللعبة، توفي المعلم عام 1191 بدلاً من 1193.
- يظهر المعلم مرة أخرى في لعبة أساسنز كريد: ريفليشنز خلال تسلسلين من ذكريات الطائر، يعرض أحدهما علاقته الأكثر إيجابية مع الطائر قبل خيانته، بينما يتعامل الآخر مع تداعيات وفاته وتأثيرها على حياة الطائر اللاحقة، الذي خَلَف المُعلم كزعيم للحشاشين.
- للمعلم أيضًا دور ثانوي في أساسنز كريد روغ حيث أدرجه فارس الهيكل الحديث جوهاني أوتسو بيرج كواحد من عدة أمثلة للحشاشين عبر التاريخ الذين خانوا الطائفة لأن أهدافهم ومعتقداتهم تتماشى أكثر مع أهداف فرسان الهيكل.